# Промислова геофізика

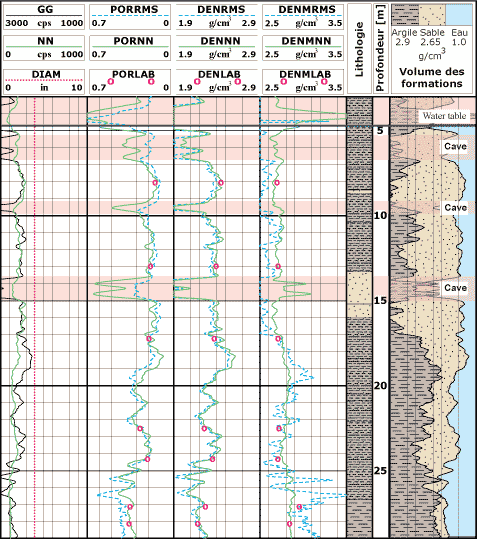
Інтерпретація каротажу. Показана пористість і щільність порід.

Геофізика промислова (рос. геофизика промысловая; англ. petroleum geophysics, well logging; нім. Feldgeophysik f, Bohrlochgeophysik f) — геофізичні дослідження у свердловинах (ГДС), що проводяться з метою пошуку, розвідки та експлуатації покладів нафти і газу. 
Свердловинна геофізика — геофізичні методи дослідження масиву гірських порід в околицях бурових свердловин або між свердловинами на відстанях до дек. сотень м (рідко до дек. км). Виникла в 60-і рр. ХХ ст. як самостійна галузь рудної геофізики.

## Класифікація методів ГДС
Класифікація методів ГДС ґрунтується за видом досліджуваних фізичних полів. Загалом відомо більше п'ятдесяти різноманітних методів і їх різновидів.
| Назва групи методів | Назва методів (каротажу)                                                   |
| Електричні          | метод спонтанної поляризації (ПС)                                          |
| Електричні          | методи струмового каротажу, ковзаючих контактів (МКК)                      |
| Електричні          | метод уявних питомих опорів (УО), бокове каротажне зондування (БКЗ) та ін. |
| Електричні          | резистивиметрія свердловин                                                 |
| Електричні          | метод індукованих потенціалів (ІП)                                         |
| Електричні          | індуктивний каротаж (ІК)                                                   |
| Електричні          | діелектричний каротаж (ДК)                                                 |
| Ядерні              | гамма-каротаж (ГК)                                                         |
| Ядерні              | гамма-гамма-каротаж (ГГК)                                                  |
| Ядерні              | нейтронний гамма-каротаж (НГК)                                             |
| Ядерні              | нейтрон-нейтронний каротаж (ННК)                                           |
| Термічні            | метод природного теплового поля (МПТ)                                      |
| Термічні            | метод штучного теплового поля (МШТ)                                        |
| Сейсмоакустичні     | акустичний каротаж (АК)                                                    |
| Сейсмоакустичні     | сейсмічний каротаж, або вертикальне сейсмічне профілювання (ВСП)           |
| Магнітні            | метод природного магнітного поля                                           |
| Магнітні            | метод штучного магнітного поля                                             |

При вирішенні задач промислової геофізики застосовується комплекс геофізичних досліджень у свердловинах, що включає такі методи:
- електричний каротаж (бічне каротажне зондування (БКЗ), мікрокаротаж (МК), бічний мікрокаротаж (БМК) тощо),
- електромагнітний каротаж (індукційний каротаж (ІК), діелектричний та інші види),
- радіоактивний каротаж (нейтронний каротаж, гамма-каротаж, гамма-гамма-каротаж тощо)
- акустичний каротаж
- кавернометрія
- газовий каротаж, а також випробовування пластів, відбирання зразків порід зі стінок свердлильними (свердлуючими та стріляючими ґрунтоносами).

В останні роки стали використовувати також нові методи геофізичних досліджень геологічних розрізів нафтових та газових свердловин — ядерно-магнітний каротаж, гідродинамічний каротаж (визначення пластового тиску в різних точках пласта) тощо.